# Аревонг-Хёйсгорд, Каролина
Каролина Аревонг-Хёйсгорд (швед. Karolina Arewång-Höjsgaard; 12 марта 1971) — шведская ориентировщица, чемпионка мира и Европы по спортивному ориентированию.
В юниорском возрасте завоевала бронзовую медаль на молодёжном чемпионате мира в Берлине.
Обладательница двух золотых медалей чемпионата мира 2004 года — на длинной дистанции и в эстафете.
В составе сборной страны дважды выигрывала медали на чемпионатах Европы по спортивному ориентированию.

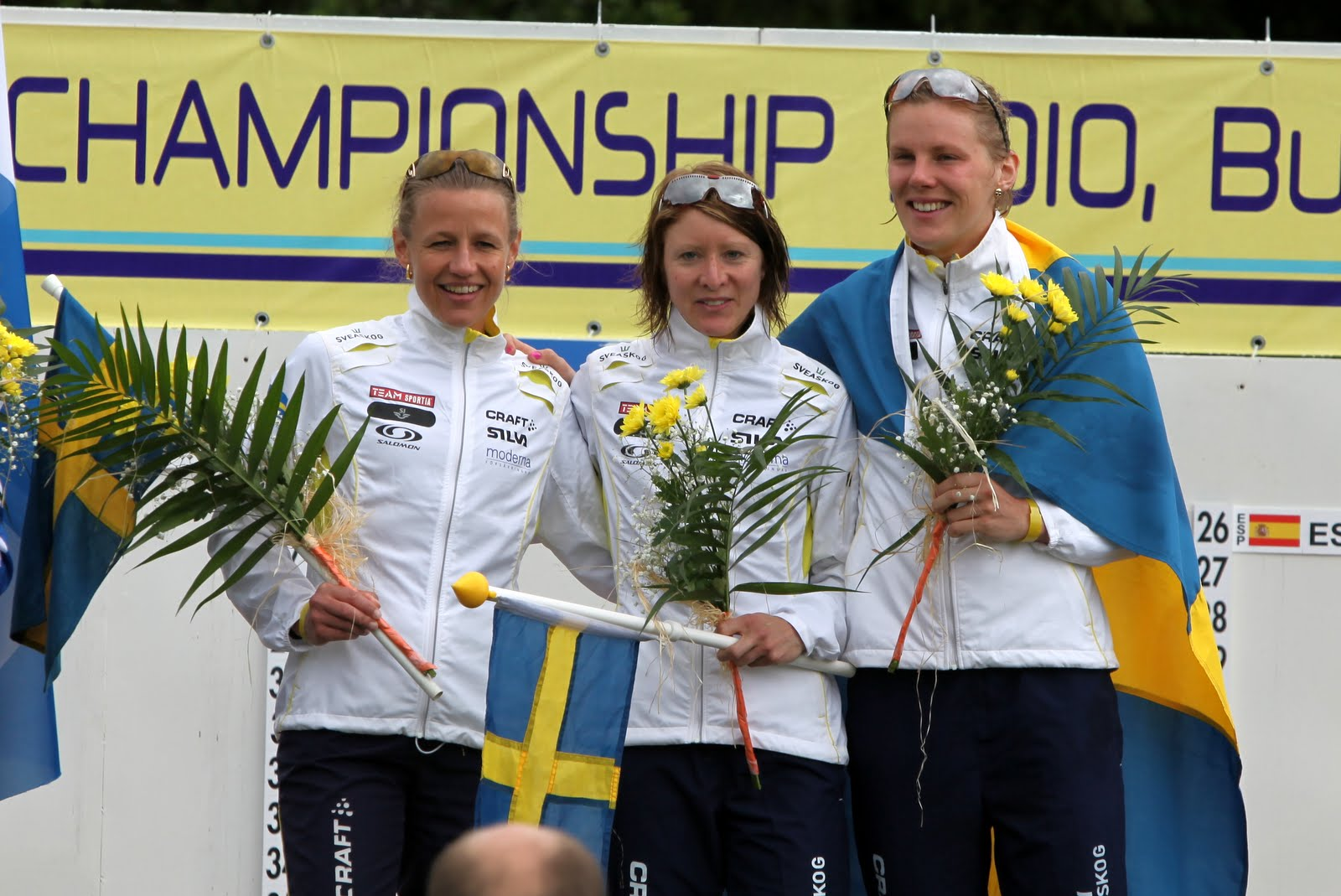
Каролина Аревонг-Хейсгорд, Лена Элиассон и Хелена Янссон — победители эстафеты на чемпионате Европы 2010 в Болгарии

Как и большинство ориентировщиков из мировой элиты выступает за скандинавские клубы.
В 2008 году в составе шведского клуба Domnarvets GoIF выиграла престижнейшую финскую эстафету Венла.
Это был не первый клубный успех. В 2005 году в составе своего клуба выиграла шведскую эстафету Tiomila (10MILA). За этот же клуб Domnarvets GoIF бегает и Дана Брожкова — чемпионка мира 2008 года на длинной дистанции.
Замужем за датчанином Томасом Хёйсгордом (дат. Thomas Højsgaard), имеет двоих детей.